# Швейцария на летних Олимпийских играх 2004
Швейцария принимала участие в Летних Олимпийских играх 2004 года в Афинах (Греция) в двадцать пятый раз за свою историю, и завоевала одну золотую, одну серебряную и три бронзовые медали. Сборная страны состояла из 98 спортсменов (59 мужчин, 39 женщин).

## Медалисты
| Медаль  | Спортсмен                   | Вид спорта       | Дисциплина                        |
| ------- | --------------------------- | ---------------- | --------------------------------- |
| Золото  | Марсель Фишер               | Фехтование       | Мужчины, шпага, личное первенство |
| Серебро | Франко Марвулли Бруно Риси  | Велоспорт        | Мужчины, мэдисон                  |
| Бронза  | Карин Тюриг                 | Велоспорт        | Женщины, раздельная гонка         |
| Бронза  | Свен Ридерер                | Триатлон         | Мужчины                           |
| Бронза  | Штефан Кобель Патрик Хойшер | Пляжный волейбол | Мужчины                           |

## Результаты соревнований

### Академическая гребля
В следующий раунд из каждого заезда проходили несколько лучших экипажей (в зависимости от дисциплины). В финал A выходили 6 сильнейших экипажей, остальные разыгрывали места в утешительных финалах B-E.
Мужчины
| Соревнование | Спортсмены      | Предварительный заезд | Предварительный заезд | Предварительный заезд | Отборочный заезд | Отборочный заезд | Отборочный заезд | Полуфинал       | Полуфинал       | Полуфинал       | Финал   | Финал   | Итоговое место |
| Соревнование | Спортсмены      | Заезд                 | Время                 | Место                 | Заезд            | Время            | Место            | Заезд           | Время           | Место           | Время   | Место   | Итоговое место |
| ------------ | --------------- | --------------------- | --------------------- | --------------------- | ---------------- | ---------------- | ---------------- | --------------- | --------------- | --------------- | ------- | ------- | -------------- |
| одиночки     | Андре Вонарбург | 1                     | 7:23,43               | 2                     | 6                | 6:53,48          | 1 Q              | Полуфинал A/B/C | Полуфинал A/B/C | Полуфинал A/B/C | Финал B | Финал B | 8              |
| одиночки     | Андре Вонарбург | 1                     | 7:23,43               | 2                     | 6                | 6:53,48          | 1 Q              | 2               | 7:08,52         | 4               | 6:52,88 | 2       | 8              |

Женщины
| Соревнование | Спортсмены    | Предварительный заезд | Предварительный заезд | Отборочный заезд | Отборочный заезд | Полуфинал     | Полуфинал     | Финал   | Финал   | Итоговое место |
| Соревнование | Спортсмены    | Время                 | Место                 | Время            | Место            | Время         | Место         | Время   | Место   | Итоговое место |
| ------------ | ------------- | --------------------- | --------------------- | ---------------- | ---------------- | ------------- | ------------- | ------- | ------- | -------------- |
| Одиночки     | Каролина Люти | 7:49,88               | 2                     | 7:37,90          | 3                | Полуфинал C/D | Полуфинал C/D | Финал C | Финал C | 15             |
| Одиночки     | Каролина Люти | 7:49,88               | 2                     | 7:37,90          | 3                | 7:47,33       | 1             | 7:44,11 | 3       | 15             |

### Плавание
Спортсменов — 5
В следующий раунд на каждой дистанции проходили лучшие спортсмены по времени, независимо от места занятого в своём заплыве.
Мужчины
| Спортсмен  | Соревнование   | Предварительные заплывы | Предварительные заплывы | Полуфиналы | Полуфиналы | Финал     | Финал     |
| Спортсмен  | Соревнование   | Результат               | Место                   | Результат  | Место      | Результат | Место     |
| ---------- | -------------- | ----------------------- | ----------------------- | ---------- | ---------- | --------- | --------- |
| Ив Платель | 400 м комплекс | 4:28,94                 | 29                      |            |            | Не прошёл | Не прошёл |

Женщины
| Спортсменка                                              | Соревнование          | Предварительные заплывы | Предварительные заплывы | Полуфиналы | Полуфиналы | Финал     | Финал     |
| Спортсменка                                              | Соревнование          | Результат               | Место                   | Результат  | Место      | Результат | Место     |
| -------------------------------------------------------- | --------------------- | ----------------------- | ----------------------- | ---------- | ---------- | --------- | --------- |
| Доминика Дьези Маржори Санье Серейна Пруенте Николь Занд | 4×100 м вольный стиль | 3:48,61                 | 15                      |            |            | Не прошли | Не прошли |

*—участвовали только в предварительном заплыве